# Shariff Saydona Mustapha
Shariff Saydona Mustapha is een gemeente in de Filipijnse provincie Maguindanao op het eiland Mindanao. Bij de laatste census in 2007 bestond deze gemeente nog niet.

## Geschiedenis
Shariff Saydona Mustapha is in 2009 ontstaan als afsplitsing van de gemeenten Datu Unsay en Datu Piang. De vorming van deze nieuwe gemeente werd op 30 juli 2009 bekrachtigd middels een volksraadpleging.

## Bestuurlijke indeling
Shariff Saydona Mustapha is onderverdeeld in de volgende 16 barangays:
| - Bakat - Dale-Bong - Dasawao - Datu Bakal - Datu Kilay - Duguengen - Ganta - Inaladan | - Libutan - Linantangan - Nabundas - Pagatin - Pagatin (Pagatin I) - Pamalian - Pikeg - Pusao |

Ampatuan · Barira · Buldon · Buluan · Cotabato City · Datu Abdullah Sangki · Datu Anggal Midtimbang · Datu Blah T. Sinsuat · Datu Hoffer Ampatuan · Datu Odin Sinsuat · Datu Paglas · Datu Piang · Datu Salibo · Datu Saudi-Ampatuan · Datu Unsay · Gen. S.K. Pendatun · Guindulungan · Kabuntalan · Mamasapano · Mangudadatu · Matanog · Northern Kabuntalan · Pagagawan · Pagalungan · Paglat · Pandag · Parang · Rajah Buayan · Shariff Aguak · Shariff Saydona Mustapha · South Upi · Sultan Kudarat · Sultan Mastura · Sultan sa Barongis · Talayan · Talitay · Upi